# Maracandus monhoti
Maracandus monhoti is een hooiwagen uit de familie Assamiidae.